# Cătălin Căbuz
Cătălin Vasile Căbuz (sinh ngày 18 tháng 6 năm 1996) là một cầu thủ bóng đá người România thi đấu ở vị trí thủ môn cho Hermannstadt, theo dạng cho mượn từ Viitorul Constanța. Sinh ra ở Avrig, Căbuz lớn lên tại học viện địa phương FC Sibiu, Șoimii Sibiu hay Voința Sibiu, nhưng cũng thi đấu cho Gheorghe Hagi Football Academy trong 2 mùa giải. Ở cấp độ chuyên nghiệp Căbuz chưa bao giờ thi đấu một trận chính thức nào cho Viitorul Constanța, khi được cho mượn đến nhiều đội bóng khác nhau như: Râmnicu Vâlcea, Chindia Târgoviște hay Hermannstadt.